# إتش دالي كوك
إتش دالي كوك (بالإنجليزية: H. Dale Cook) هو محامي وقاضي أمريكي، ولد في 14 أبريل 1924 في غوثري في الولايات المتحدة، وتوفي في 22 سبتمبر 2008.